# Шефилд (Пенсилванија)
Шефилд (енгл. Sheffield) насељено је место без административног статуса у америчкој савезној држави Пенсилванија.

## Демографија
По попису из 2010. године број становника је 1.132, што је 136 (-10,7%) становника мање него 2000. године.
| Група             | 2000.         | 2010.         |
| Белци             | 1.245 (98,2%) | 1.123 (99,2%) |
| Афроамериканци    | 5 (0,4%)      | 1 (0,1%)      |
| Азијати           | 1 (0,1%)      | 2 (0,2%)      |
| Хиспаноамериканци | 8 (0,6%)      | 2 (0,2%)      |
| Укупно            | 1.268         | 1.132         |